# Chihuixcruz
Chihuixcruz är en ort i Mexiko.   Den ligger i kommunen Coxquihui och delstaten Veracruz, i den sydöstra delen av landet, 190 km öster om huvudstaden Mexico City. Chihuixcruz ligger 132 meter över havet och antalet invånare är 505.
Terrängen runt Chihuixcruz är platt åt nordost, men åt sydväst är den kuperad. Runt Chihuixcruz är det ganska tätbefolkat, med 72 invånare per kvadratkilometer. Närmaste större samhälle är Olintla, 19,1 km sydväst om Chihuixcruz. Omgivningarna runt Chihuixcruz är en mosaik av jordbruksmark och naturlig växtlighet.